# Wahlbezirk Österreich unter der Enns 10
Der Wahlbezirk Österreich unter der Enns 10 war ein Wahlkreis für die Wahlen zum Abgeordnetenhaus im österreichischen Kronland Österreich unter der Enns. Der Wahlbezirk wurde 1907 mit der Einführung der Reichsratswahlordnung geschaffen und bestand bis zum Zusammenbruch der Habsburgermonarchie.

## Geschichte
Nachdem der Reichsrat im Herbst 1906 das allgemeine, gleiche, geheime und direkte Männerwahlrecht beschlossen hatte, wurde mit 26. Jänner 1907 die große Wahlrechtsreform durch Sanktionierung von Kaiser Franz Joseph I. gültig. Mit der neuen Reichsratswahlordnung schuf man insgesamt 516 Wahlbezirke, wobei mit Ausnahme Galiziens in jedem Wahlbezirk ein Abgeordneter im Zuge der Reichsratswahl gewählt wurde. Der Abgeordnete musste sich dabei im ersten Wahlgang oder in einer Stichwahl mit absoluter Mehrheit durchsetzen. Der Wahlkreis Österreich unter der Enns 10 umfasste jenen Teil des 4. Wiener Gemeindebezirk Wieden, der östlich der Linie Gußhausstraße, Favoritenstraße, Waltergasse, Schaumburggasse, Rainergasse, Blechthurmgasse, Wiednergürtel, Heugasse liegt.
Aus der Reichsratswahl 1907 ging Franz Rienößl (Christlichsoziale Partei) im ersten Wahlgang als Sieger hervor. Bei der Reichsratswahl 1911 konnte Rienößl sein Mandat verteidigen, verstarb jedoch bereits am 1. April 1915.

## Wahlergebnisse

### Reichsratswahl 1907
Die Reichsratswahl 1907 wurde am 14. Mai 1907 (erster Wahlgang) durchgeführt. Die Stichwahl entfiel auf Grund der absoluten Mehrheit von Franz Rienößl im ersten Wahlgang.
| Kandidat                                                                     | Partei                                   | Wahlkreis- stimmen | Stimmen- anteil |
| ---------------------------------------------------------------------------- | ---------------------------------------- | ------------------ | --------------- |
| Franz Rienößl                                                                | Christlichsoziale Partei                 | 3783               | 70,6 %          |
| Anton Widlar                                                                 | Sozialdemokratische Arbeiterpartei       | 729                | 13,6 %          |
|                                                                              | deutsch-nationale/alldeutsche Kandidaten | 516                | 9,6 %           |
| F. Bayer                                                                     | radikale Partei                          | 110                | 2,1 %           |
|                                                                              | deutsch-fortschrittlicher Kandidat       | 70                 | 1,3 %           |
| Hrabe                                                                        | tschechischer Kandidat                   | 59                 | 1,1 %           |
| Sonstige                                                                     |                                          | 95                 | 1,8 %           |
| Wahlberechtigte: 6307, Ungültige/Leere Stimmen: 253, Wahlbeteiligung: 89,0 % |                                          |                    |                 |

### Reichsratswahl 1911
Die Reichsratswahl 1911 wurde am 13. Juni 1911 (erster Wahlgang) durchgeführt. Die Stichwahl entfiel auf Grund der absoluten Mehrheit für Franz Rienößl im ersten Wahlgang.
| Kandidat                                                                     | Partei                                           | Wahlkreis- stimmen | Stimmen- anteil |
| ---------------------------------------------------------------------------- | ------------------------------------------------ | ------------------ | --------------- |
| Franz Rienößl                                                                | Christlichsoziale Partei                         | 2919               | 58,7 %          |
| Alexander von Dorn                                                           | deutsch-freiheitlicher Kandidat                  | 763                | 15,3 %          |
| Gustav Erich Riedel                                                          | Sozialdemokratische Arbeiterpartei               | 720                | 14,5 %          |
| Josef Hollaus                                                                | Kandidat des gewerblichen Zentralwahlausschusses | 229                | 4,6 %           |
| Ludwig Klepetko                                                              | tschechisch-nationale Partei                     | 85                 | 1,7 %           |
| Zenker                                                                       | wirtschaftspolitische Reichspartei               | 53                 | 1,1 %           |
|                                                                              | deutsch-nationaler Kandidat                      | 43                 | 0,9 %           |
| Sonstige                                                                     |                                                  | 161                | 3,2 %           |
| Wahlberechtigte: 6462, Ungültige/Leere Stimmen: 368, Wahlbeteiligung: 91,0 % |                                                  |                    |                 |